# Liste der Länderspiele der bruneiischen Fußballnationalmannschaft

Logo der National Football Association of Brunei Darussalam (NFABD)

Diese Liste enthält alle offiziellen und inoffiziellen Länderspiele der bruneiischen Fußballnationalmannschaft der Männer. Trainings- und Freundschaftsspiele gegen Vereinsmannschaften sowie gegen Junioren-Auswahlmannschaften werden nicht berücksichtigt. Der bruneiische Fußballverband NFABD wurde 2008 gegründet, wobei ab 1956 schon eine Vorgängerorganisation existierte. Das erste Länderspiel fand am 22. Mai 1971 gegen Malaysia statt.

## Legende
Dieser Abschnitt dient als Legende für die nachfolgenden Tabellen. Sämtliche Ergebnisse sind aus der Sicht Bruneis aufgeführt.
- H / A / * = Heimspiel, Auswärtsspiel oder Spiel auf neutralem Platz
- n. V. = nach Verlängerung / i. E. = im Elfmeterschießen
- Unter Anlass werden Freundschaftsspiele nicht extra gekennzeichnet; es finden sich hingegen folgende Abkürzungen:
  - WM = Weltmeisterschaft / AM = Asienmeisterschaft und SOAM = Südostasienmeisterschaft / SOAS = Südostasienspiele
- Fettgeschriebene Gegner waren zum Zeitpunkt des Spiels amtierender Meister ihrer Konföderation
- grüne Hintergrundfarbe = Sieg der bruneiischen Mannschaft
- gelbe Hintergrundfarbe = Unentschieden
- rote Hintergrundfarbe = Niederlage der bruneiischen Mannschaft

## 1971 bis 1979
| Nr. | Datum      | Ergebnis | Gegner      |   | Austragungsort     | Anlass                 | Bemerkungen |
| --- | ---------- | -------- | ----------- | - | ------------------ | ---------------------- | --- |
| 1.  | 22.05.1971 | 0:8      | Malaysia    | * | Bangkok (THA)      | AM-Qualifikation 1972  | Erstes Spiel und erstes Spiel gegen Malaysia Erstes Spiel auf neutralem Platz und in Thailand Erste Niederlage |
| 2.  | 24.05.1971 | 0:10     | Thailand    | A | Bangkok (THA)      | AM-Qualifikation 1972  | Erstes Spiel gegen Thailand Erstes Auswärtsspiel und erste Auswärtsniederlage Höchster Sieg Thailands          |
| 3.  | 28.05.1971 | 0:9      | Indonesien  | * | Bangkok (THA)      | AM-Qualifikation 1972  | Erstes Spiel gegen Indonesien                                                                                  |
| 4.  | 15.06.1975 | 0:6      | Singapur    | * | Hongkong (HKG)     | AM-Qualifikation 1976  | Erstes Spiel gegen Singapur und erstes Spiel in Hongkong                                                       |
| 5.  | 17.06.1975 | 1:10     | China       | * | Hongkong (HKG)     | AM-Qualifikation 1976  | Erstes Spiel gegen China                                                                                       |
| 6.  | 19.06.1975 | 0:3      | Hongkong    | A | Hongkong (HKG)     | AM-Qualifikation 1976  | Erstes Spiel gegen Hongkong                                                                                    |
| 7.  | 20.11.1977 | 1:4      | Philippinen | * | Kuala Lumpur (MYS) | SOAS-Gruppenspiel 1977 | Erstes Spiel gegen die Philippinen und erstes Spiel in Malaysia                                                |
| 8.  | 22.11.1977 | 0:4      | Indonesien  | * | Kuala Lumpur (MYS) | SOAS-Gruppenspiel 1977 | |
| 9.  | 23.11.1977 | 0:7      | Malaysia    | A | Kuala Lumpur (MYS) | SOAS-Gruppenspiel 1977 | |

## 1980 bis 1989
| Nr. | Datum      | Ergebnis | Gegner      |   | Austragungsort      | Anlass                              | Bemerkungen                               |
| --- | ---------- | -------- | ----------- | - | ------------------- | ----------------------------------- | ----------------------------------------- |
| 10. | 21.03.1980 | 2:0      | Philippinen | * | Kuala Lumpur (MYS)  | Olympia-Qualifikation 1980          | Erster Sieg                               |
| 11. | 24.03.1980 | 3:2      | Indonesien  | * | Kuala Lumpur (MYS)  | Olympia-Qualifikation 1980          |                                           |
| 12. | 27.03.1980 | 1:3      | Malaysia    | A | Kuala Lumpur (MYS)  | Olympia-Qualifikation 1980          |                                           |
| 13. | 31.03.1980 | 0:3      | Südkorea    | * | Kuala Lumpur (MYS)  | Olympia-Qualifikation 1980          | Erstes Spiel gegen Südkorea               |
| 14. | 02.04.1980 | 1:2      | Japan       | * | Kuala Lumpur (MYS)  | Olympia-Qualifikation 1980          | Erstes Spiel gegen Japan                  |
| 15. | 20.11.1980 | 0:3      | Singapur    | * | Bangkok (THA)       | King’s-Cup-Gruppenspiel 1980        |                                           |
| 16. | 05.10.1982 | 1:4      | Südkorea    | * | Singapur (SGP)      | Merlion-Cup-Gruppenspiel 1982       | Erstes Spiel in Singapur                  |
| 17. | 07.10.1982 | 0:7      | Singapur    | A | Singapur (SGP)      | Merlion-Cup-Gruppenspiel 1982       |                                           |
| 18. | 10.10.1982 | 0:4      | Malaysia    | * | Singapur (SGP)      | Merlion-Cup-Gruppenspiel 1982       |                                           |
| 19. | 29.05.1983 | 2:1      | Birma       | * | Singapur (SGP)      | SOAS-Gruppenspiel 1983              | Erstes Spiel gegen Myanmar                |
| 20. | 31.05.1983 | 1:2      | Thailand    | * | Singapur (SGP)      | SOAS-Gruppenspiel 1983              |                                           |
| 21. | 02.06.1983 | 1:1      | Indonesien  | * | Singapur (SGP)      | SOAS-Gruppenspiel 1983              | Erstes Unentschieden                      |
| 22. | 04.06.1983 | 0:4      | Singapur    | A | Singapur (SGP)      | SOAS-Halbfinale 1983                |                                           |
| 23. | 05.06.1983 | 0:5      | Malaysia    | * | Singapur (SGP)      | SOAS-Spiel um Platz 3 1983          |                                           |
| 24. | 03.12.1983 | 0:2      | Südkorea    | * | Singapur (SGP)      | Merlion-Cup-Gruppenspiel 1983       |                                           |
| 25. | 07.12.1983 | 0:4      | Singapur    | A | Singapur (SGP)      | Merlion-Cup-Gruppenspiel 1983       |                                           |
| 26. | 09.12.1983 | 1:0      | Indonesien  | * | Singapur (SGP)      | Merlion-Cup-Gruppenspiel 1983       |                                           |
| 27. | 06.03.1984 | 1:7      | Japan       | H | Bandar Seri Begawan |                                     | Erstes Heimspiel und erste Heimniederlage |
| 28. | 04.01.1985 | 0:0      | Singapur    | H | Bandar Seri Begawan |                                     | Erstes Heimunentschieden                  |
| 29. | 17.02.1985 | 0:2      | Macau       | A | Macau (MAC)         | WM-Qualifikation 1986               | Erstes Spiel gegen Macau und in Macau     |
| 30. | 23.02.1985 | 0:8      | Hongkong    | A | Hongkong (HKG)      | WM-Qualifikation 1986               |                                           |
| 31. | 26.02.1985 | 0:8      | China       | * | Macau (MAC)         | WM-Qualifikation 1986               |                                           |
| 32. | 01.03.1985 | 0:4      | China       | * | Hongkong (HKG)      | WM-Qualifikation 1986               |                                           |
| 33. | 24.03.1985 | 4:1      | Philippinen | H | Bandar Seri Begawan | Merdeka-Games-Gruppenspiel 1985     | Erster Heimsieg                           |
| 34. | 06.04.1985 | 1:5      | Hongkong    | H | Bandar Seri Begawan | WM-Qualifikation 1986               |                                           |
| 35. | 13.04.1985 | 1:2      | Macau       | H | Bandar Seri Begawan | WM-Qualifikation 1986               |                                           |
| 36. | 13.10.1985 | 0:4      | Malaysia    | * | Singapur (SGP)      | Merlion-Cup-Gruppenspiel 1985       |                                           |
| 37. | 16.10.1985 | 1:2      | Singapur    | A | Singapur (SGP)      | Merlion-Cup-Gruppenspiel 1985       |                                           |
| 38. | 11.12.1985 | 1:1      | Indonesien  | * | Bangkok (THA)       | SOAS-Gruppenspiel 1985              |                                           |
| 39. | 13.12.1985 | 0:3      | Singapur    | * | Bangkok (THA)       | SOAS-Gruppenspiel 1985              |                                           |
| 40. | 20.07.1986 | 2:1      | Philippinen | H | Bandar Seri Begawan | Merdeka-Games-Gruppenspiel 1986     |                                           |
| 41. | 19.07.1987 | 1:2      | Singapur    | H | Bandar Seri Begawan | Merdeka-Games-Gruppenspiel 1987     |                                           |
| 42. | 22.07.1987 | 1:1      | Thailand    | H | Bandar Seri Begawan | Merdeka-Games-Gruppenspiel 1987     |                                           |
| 43. | 24.07.1987 | 0:1      | Malaysia    | H | Bandar Seri Begawan | Merdeka-Games-Halbfinale 1987       |                                           |
| 44. | 25.07.1987 | 2:1      | Singapur    | H | Bandar Seri Begawan | Merdeka-Games-Spiel um Platz 3 1987 |                                           |
| 45. | 10.09.1987 | 1:3      | Thailand    | * | Jakarta (IDN)       | SOAS-Gruppenspiel 1987              | Erstes Spiel in Indonesien                |
| 46. | 12.09.1987 | 0:2      | Indonesien  | A | Jakarta (IDN)       | SOAS-Gruppenspiel 1987              |                                           |
| 47. | 21.08.1989 | 0:6      | Indonesien  | * | Kuala Lumpur (MYS)  | SOAS-Gruppenspiel 1989              |                                           |
| 48. | 23.08.1989 | 1:2      | Malaysia    | A | Kuala Lumpur (MYS)  | SOAS-Gruppenspiel 1989              |                                           |
| 49. | 25.08.1989 | 2:0      | Philippinen | * | Kuala Lumpur (MYS)  | SOAS-Gruppenspiel 1989              |                                           |

## 1990 bis 1999
| Nr. | Datum      | Ergebnis | Gegner      |   | Austragungsort      | Anlass                          | Bemerkungen                      |
| --- | ---------- | -------- | ----------- | - | ------------------- | ------------------------------- | -------------------------------- |
| 50. | 09.03.1990 | 3:0      | Philippinen | H | Bandar Seri Begawan | Merdeka-Games-Gruppenspiel 1990 |                                  |
| 51. | 06.05.1991 | 1:2      | Philippinen | A | Iloilo City (PHL)   |                                 | Erstes Spiel auf den Philippinen |
| 52. | 12.05.1991 | 0:0      | Philippinen | A | Bacolod City (PHL)  |                                 | Erstes Auswärtsunentschieden     |
| 53. | 15.05.1993 | 0:1      | Philippinen | A | Bacolod City (PHL)  |                                 |                                  |
| 54. | 17.05.1993 | 1:0      | Philippinen | A | Bacolod City (PHL)  |                                 | Erster Auswärtssieg              |
| 55. | 07.06.1993 | 0:1      | Laos        | * | Singapur (SGP)      | SOAS-Gruppenspiel 1993          | Erstes Spiel gegen Laos          |
| 56. | 09.06.1993 | 1:3      | Malaysia    | * | Singapur (SGP)      | SOAS-Gruppenspiel 1993          |                                  |
| 57. | 11.06.1993 | 2:5      | Thailand    | * | Singapur (SGP)      | SOAS-Gruppenspiel 1993          |                                  |
| 58. | 15.06.1993 | 0:6      | Myanmar     | * | Singapur (SGP)      | SOAS-Gruppenspiel 1993          |                                  |
| 59. | 04.12.1995 | 2:2      | Singapur    | * | Lamphun (THA)       | SOAS-Gruppenspiel 1995          |                                  |
| 60. | 08.12.1995 | 0:3      | Laos        | * | Lamphun (THA)       | SOAS-Gruppenspiel 1995          |                                  |
| 61. | 10.12.1995 | 0:2      | Myanmar     | * | Chiang Mai (THA)    | SOAS-Gruppenspiel 1995          |                                  |
| 62. | 12.12.1995 | 0:1      | Philippinen | * | Lamphun (THA)       | SOAS-Gruppenspiel 1995          |                                  |
| 63. | 04.09.1996 | 0:3      | Singapur    | A | Singapur (SGP)      | SOAM-Gruppenspiel 1996          |                                  |
| 64. | 06.09.1996 | 0:6      | Thailand    | * | Singapur (SGP)      | SOAM-Gruppenspiel 1996          |                                  |
| 65. | 08.09.1996 | 1:0      | Philippinen | * | Singapur (SGP)      | SOAM-Gruppenspiel 1996          |                                  |
| 66. | 10.09.1996 | 0:6      | Malaysia    | * | Singapur (SGP)      | SOAM-Gruppenspiel 1996          |                                  |
| 67. | 05.10.1997 | 0:4      | Kambodscha  | * | Jakarta (IDN)       | SOAS-Gruppenspiel 1997          | Erstes Spiel gegen Kambodscha    |
| 68. | 07.10.1997 | 0:6      | Thailand    | * | Jakarta (IDN)       | SOAS-Gruppenspiel 1997          |                                  |
| 69. | 09.10.1997 | 1:6      | Myanmar     | * | Jakarta (IDN)       | SOAS-Gruppenspiel 1997          |                                  |
| 70. | 12.10.1997 | 0:1      | Singapur    | * | Jakarta (IDN)       | SOAS-Gruppenspiel 1997          |                                  |
| 71. | 14.03.1998 | 1:4      | Myanmar     | A | Rangun (MMR)        | SOAM-Qualifikation 1998         | Erstes Spiel in Myanmar          |
| 72. | 16.03.1998 | 1:2      | Laos        | * | Rangun (MMR)        | SOAM-Qualifikation 1998         |                                  |
| 73. | 02.08.1999 | 3:3      | Kambodscha  | H | Bandar Seri Begawan | SOAS-Gruppenspiel 1999          |                                  |
| 74. | 04.08.1999 | 1:3      | Singapur    | H | Bandar Seri Begawan | SOAS-Gruppenspiel 1999          |                                  |
| 75. | 06.08.1999 | 0:2      | Malaysia    | H | Bandar Seri Begawan | SOAS-Gruppenspiel 1999          |                                  |
| 76. | 09.08.1999 | 0:3      | Indonesien  | H | Bandar Seri Begawan | SOAS-Gruppenspiel 1999          |                                  |

## 2000 bis 2009
| Nr.  | Datum      | Ergebnis | Gegner             |   | Austragungsort      | Anlass                           | Bemerkungen |
| ---- | ---------- | -------- | ------------------ | - | ------------------- | -------------------------------- | --- |
| 77.  | 13.02.2000 | 0:1      | Macau              | A | Macau (MAC)         | AM-Qualifikation 2000            | |
| 78.  | 16.02.2000 | 0:9      | Japan              | * | Macau (MAC)         | AM-Qualifikation 2000            | |
| 79.  | 20.02.2000 | 0:1      | Singapur           | * | Macau (MAC)         | AM-Qualifikation 2000            | |
| 80.  | 07.04.2001 | 0:5      | Jemen              | H | Bandar Seri Begawan | WM-Qualifikation 2002            | Erstes Spiel gegen den Jemen |
| 81.  | 14.04.2001 | 0:12     | Ver. Arab. Emirate | H | Bandar Seri Begawan | WM-Qualifikation 2002            | Erstes Spiel gegen die Vereinigten Arabischen Emirate Höchste Niederlage Bruneis, höchster Sieg der Vereinigten Arabischen Emirate |
| 82.  | 27.04.2001 | 0:1      | Jemen              | A | Sanaa (YEM)         | WM-Qualifikation 2002            | Erstes Spiel im Jemen |
| 83.  | 04.05.2001 | 0:4      | Ver. Arab. Emirate | A | al-Ain (ARE)        | WM-Qualifikation 2002            | Erstes Spiel in den Vereinigten Arabischen Emiraten                                                                                |
| 84.  | 12.05.2001 | 0:1      | Indien             | H | Bandar Seri Begawan | WM-Qualifikation 2002            | Erstes Spiel gegen Indien |
| 85.  | 20.05.2001 | 0:5      | Indien             | A | Bengaluru (IND)     | WM-Qualifikation 2002            | Erstes Spiel in Indien |
| 86.  | 21.03.2003 | 1:1      | Malediven          | A | Malé (MDV)          | AM-Qualifikation 2004            | Erstes Spiel gegen die Malediven und auf den Malediven                                                                             |
| 87.  | 23.03.2003 | 0:5      | Myanmar            | * | Malé (MDV)          | AM-Qualifikation 2004            | |
| 88.  | 02.04.2006 | 0:1      | Sri Lanka          | * | Chittagong (BGD)    | Challenge-Cup-Gruppenspiel 2006  | Erstes Spiel gegen Sri Lanka und erstes Spiel in Bangladesch                                                                       |
| 89.  | 04.04.2006 | 2:1      | Nepal              | * | Chittagong (BGD)    | Challenge-Cup-Gruppenspiel 2006  | Erstes Spiel gegen Nepal |
| 90.  | 06.04.2006 | 0:0      | Bhutan             | * | Chittagong (BGD)    | Challenge-Cup-Gruppenspiel 2006  | Erstes Spiel gegen Bhutan |
| 91.  | 12.11.2006 | 3:2      | Osttimor           | * | Bacolod City (PHL)  | SOAM-Qualifikation 2007          | Erstes Spiel gegen Osttimor |
| 92.  | 16.11.2006 | 1:1      | Kambodscha         | * | Bacolod City (PHL)  | SOAM-Qualifikation 2007          | |
| 93.  | 18.11.2006 | 1:4      | Laos               | * | Bacolod City (PHL)  | SOAM-Qualifikation 2007          | |
| 94.  | 20.11.2006 | 1:4      | Philippinen        | A | Bacolod City (PHL)  | SOAM-Qualifikation 2007          | |
| 95.  | 13.05.2008 | 0:1      | Philippinen        | A | Iloilo City (PHL)   | Challenge-Cup-Qualifikation 2008 | |
| 96.  | 15.05.2008 | 1:1      | Bhutan             | * | Barotac Nuevo (PHL) | Challenge-Cup-Qualifikation 2008 | |
| 97.  | 17.05.2008 | 0:4      | Tadschikistan      | * | Iloilo City (PHL)   | Challenge-Cup-Qualifikation 2008 | Erstes Spiel gegen Tadschikistan                                                                                                   |
| 98.  | 19.10.2008 | 1:1      | Philippinen        | * | Phnom Penh (KHM)    | SOAM-Qualifikation 2008          | Erstes Spiel in Kambodscha |
| 99.  | 21.10.2008 | 4:1      | Osttimor           | * | Phnom Penh (KHM)    | SOAM-Qualifikation 2008          | |
| 100. | 23.10.2008 | 2:3      | Laos               | * | Phnom Penh (KHM)    | SOAM-Qualifikation 2008          | |
| 101. | 25.10.2008 | 1:2      | Kambodscha         | A | Phnom Penh (KHM)    | SOAM-Qualifikation 2008          | |
| 102. | 04.04.2009 | 1:5      | Sri Lanka          | A | Colombo (LKA)       | Challenge-Cup-Qualifikation 2010 | Erstes Spiel in Sri Lanka Erstes Spiel unter Ali Mustafa (2. Amtszeit)                                                             |
| 103. | 06.04.2009 | 0:6      | Pakistan           | * | Colombo (LKA)       | Challenge-Cup-Qualifikation 2010 | Erstes Spiel gegen Pakistan |
| 104. | 08.04.2009 | 0:5      | Chinese Taipei     | * | Colombo (LKA)       | Challenge-Cup-Qualifikation 2010 | Erstes Spiel gegen Chinese Taipei Letztes Spiel unter Ali Mustafa (2. Amtszeit)                                                    |

## 2010 bis 2019
| Nr.  | Datum      | Ergebnis            | Gegner         |   | Austragungsort      | Anlass                                      | Bemerkungen                                                                           |
| ---- | ---------- | ------------------- | -------------- | - | ------------------- | ------------------------------------------- | ------------------------------------------------------------------------------------- |
| 105. | 26.09.2012 | 0:5                 | Indonesien     | H | Bandar Seri Begawan |                                             | Erstes Spiel unter Kwon Oh-son (2. Amtszeit)                                          |
| 106. | 05.10.2012 | 0:1                 | Myanmar        | A | Rangun (MMR)        | SOAM-Qualifikation 2012                     |                                                                                       |
| 107. | 09.10.2012 | 3:2                 | Kambodscha     | * | Rangun (MMR)        | SOAM-Qualifikation 2012                     |                                                                                       |
| 108. | 11.10.2012 | 1:3                 | Laos           | * | Rangun (MMR)        | SOAM-Qualifikation 2012                     |                                                                                       |
| 109. | 13.10.2012 | 2:1                 | Osttimor       | * | Rangun (MMR)        | SOAM-Qualifikation 2012                     | Letztes Spiel unter Kwon Oh-son (2. Amtszeit)                                         |
| 110. | 12.10.2014 | 2:4                 | Osttimor       | * | Vientiane (LAO)     | SOAM-Qualifikation 2014                     | Erstes Spiel in Laos Erstes Spiel unter Steve Kean                                    |
| 111. | 14.10.2014 | 2:4                 | Laos           | A | Vientiane (LAO)     | SOAM-Qualifikation 2014                     |                                                                                       |
| 112. | 16.10.2014 | 1:3                 | Myanmar        | * | Vientiane (LAO)     | SOAM-Qualifikation 2014                     |                                                                                       |
| 113. | 20.10.2014 | 0:1                 | Kambodscha     | * | Vientiane (LAO)     | SOAM-Qualifikation 2014                     | Letztes Spiel unter Steve Kean                                                        |
| 114. | 12.03.2015 | 1:0                 | Chinese Taipei | A | Kaohsiung (TPE)     | WM-Qualifikation 2018/AM-Qualifikation 2019 | Erstes Spiel in Taiwan Erstes Spiel unter Mike Wong                                   |
| 115. | 17.03.2015 | 0:2                 | Chinese Taipei | H | Bandar Seri Begawan | WM-Qualifikation 2018/AM-Qualifikation 2019 |                                                                                       |
| 116. | 06.06.2015 | 1:5                 | Singapur       | A | Singapur (SGP)      |                                             |                                                                                       |
| 117. | 03.11.2015 | 1:6                 | Kambodscha     | A | Phnom Penh (KHM)    |                                             |                                                                                       |
| 118. | 15.10.2016 | 2:1                 | Osttimor       | * | Phnom Penh (KHM)    | SOAM-Qualifikation 2016                     |                                                                                       |
| 119. | 18.10.2016 | 0:3                 | Kambodscha     | A | Phnom Penh (KHM)    | SOAM-Qualifikation 2016                     |                                                                                       |
| 120. | 21.10.2016 | 3:4                 | Laos           | * | Phnom Penh (KHM)    | SOAM-Qualifikation 2016                     | Letztes Spiel unter Mike Wong                                                         |
| 121. | 02.11.2016 | 4:0                 | Osttimor       | * | Kuching (MYS)       | Solidarity-Cup-Gruppenspiel 2016            | Einer der beiden höchsten Siege Bruneis Erstes Spiel unter Kwon Oh-son (3. Amtszeit)  |
| 122. | 08.11.2016 | 0:3                 | Nepal          | * | Kuching (MYS)       | Solidarity-Cup-Gruppenspiel 2016            |                                                                                       |
| 123. | 12.11.2016 | 1:1 n. V. 3:4 i. E. | Macau          | * | Kuching (MYS)       | Solidarity-Cup-Halbfinale 2016              |                                                                                       |
| 124. | 14.11.2016 | 2:3                 | Laos           | * | Kuching (MYS)       | Solidarity-Cup-Spiel um Platz 3 2016        |                                                                                       |
| 125. | 01.09.2018 | 1:3                 | Osttimor       | * | Kuala Lumpur (MYS)  | SOAM-Qualifikation 2018                     |                                                                                       |
| 126. | 08.09.2018 | 1:0                 | Osttimor       | H | Bandar Seri Begawan | SOAM-Qualifikation 2018                     | Letztes Spiel unter Kwon Oh-son (3. Amtszeit)                                         |
| 127. | 06.06.2019 | 0:2                 | Mongolei       | A | Ulaanbaatar (MNG)   | WM-Qualifikation 2022/AM-Qualifikation 2024 | Erstes Spiel gegen die Mongolei und in der Mongolei Erstes Spiel unter Robbie Servais |
| 128. | 11.06.2019 | 2:1                 | Mongolei       | H | Bandar Seri Begawan | WM-Qualifikation 2022/AM-Qualifikation 2023 | Letztes Spiel unter Robbie Servais                                                    |

## 2020 bis 2029
| Nr.  | Datum      | Ergebnis | Gegner      |   | Austragungsort      | Anlass                                      | Bemerkungen |
| ---- | ---------- | -------- | ----------- | - | ------------------- | ------------------------------------------- | --- |
| 129. | 27.03.2022 | 2:3      | Laos        | A | Vientiane (LAO)     |                                             | Erstes Spiel unter Rosanan Samak |
| 130. | 27.05.2022 | 0:4      | Malaysia    | A | Kuala Lumpur (MYS)  |                                             | Letztes Spiel unter Rosanan Samak |
| 131. | 21.09.2022 | 0:3      | Malediven   | H | Bandar Seri Begawan |                                             | Erstes Spiel unter Mario Rivera |
| 132. | 27.09.2022 | 1:0      | Laos        | H | Bandar Seri Begawan |                                             | |
| 133. | 05.11.2022 | 6:2      | Osttimor    | H | Bandar Seri Begawan | SOAM-Qualifikation 2022                     | Einer der beiden höchsten Siege Bruneis |
| 134. | 15.11.2022 | 0:1      | Osttimor    | H | Bandar Seri Begawan | SOAM-Qualifikation 2022                     | |
| 135. | 20.12.2022 | 0:5      | Thailand    | * | Kuala Lumpur (MYS)  | SOAM-Gruppenspiel 2022                      | |
| 136. | 23.12.2022 | 1:5      | Philippinen | A | Manila (PHL)        | SOAM-Gruppenspiel 2022                      | 100. Niederlage |
| 137. | 26.12.2022 | 0:7      | Indonesien  | * | Kuala Lumpur (MYS)  | SOAM-Gruppenspiel 2022                      | |
| 138. | 29.12.2022 | 1:5      | Kambodscha  | A | Phnom Penh (KHM)    | SOAM-Gruppenspiel 2022                      | |
| 139. | 11.09.2023 | 0:10     | Hongkong    | A | Hongkong (HKG)      |                                             | |
| 140. | 12.10.2023 | 0:6      | Indonesien  | A | Jakarta (IDN)       | WM-Qualifikation 2026/AM-Qualifikation 2027 | |
| 141. | 17.10.2023 | 0:6      | Indonesien  | H | Bandar Seri Begawan | WM-Qualifikation 2026/AM-Qualifikation 2027 | |
| 142. | 22.03.2024 | 0:2      | Bermuda     | * | Dschidda (SAU)      | FIFA-Series-Gruppenspiel 2024               | Erstes Spiel gegen Bermuda Erstes Spiel gegen eine CONCACAF-Mannschaft Erstes Spiel in Saudi-Arabien                                                        |
| 143. | 26.03.2024 | 3:2      | Vanuatu     | * | Dschidda (SAU)      | FIFA-Series-Gruppenspiel 2024               | Erstes Spiel gegen Vanuatu Erstes Spiel gegen eine OFC-Mannschaft Letztes Spiel unter Mario Rivera                                                          |
| 144. | 08.06.2024 | 1:0      | Sri Lanka   | H | Bandar Seri Begawan |                                             | Erstes Spiel unter Rui Capela |
| 145. | 11.06.2024 | 1:0      | Sri Lanka   | H | Bandar Seri Begawan |                                             | Letztes Spiel unter Rui Capela |
| 146. | 06.09.2024 | 3:0      | Macau       | H | Bandar Seri Begawan | AM-Qualifikation 2027                       | Erstes Spiel unter Jamie McAllister |
| 147. | 10.09.2024 | 1:0      | Macau       | A | Macau (MAC)         | AM-Qualifikation 2027                       | |
| 148. | 08.10.2024 | 0:1      | Osttimor    | H | Bandar Seri Begawan | SOAM-Qualifikation 2024                     | |
| 149. | 15.10.2024 | 0:0      | Osttimor    | * | Samet (THA)         | SOAM-Qualifikation 2024                     | Letztes Spiel unter Jamie McAllister |
| 150. | 15.11.2024 | 0:11     | Russland    | A | Krasnodar (RUS)     |                                             | Erstes Spiel gegen Russland Erstes Spiel gegen eine UEFA-Mannschaft Erstes Spiel in Russland Höchster Sieg Russlands Einziges Spiel unter Vinícius Eutrópio |
| 151. | 25.03.2025 | 0:5      | Libanon     | * | al-Wakra (QAT)      | AM-Qualifikation 2027                       | Erstes Spiel gegen den Libanon Erstes Spiel in Katar Erstes Spiel unter Fábio Magrão                                                                        |
|      | 10.06.2025 |          | Bhutan      | H |                     | AM-Qualifikation 2027                       | |
|      | 09.10.2025 |          | Jemen       | H |                     | AM-Qualifikation 2027                       | |
|      | 14.10.2025 |          | Jemen       | * |                     | AM-Qualifikation 2027                       | |
|      | 18.11.2025 |          | Libanon     | H |                     | AM-Qualifikation 2027                       | |
|      | 31.03.2026 |          | Bhutan      | A | (BTN)               | AM-Qualifikation 2027                       | Erstes Spiel in Bhutan |

## Statistik

### Gegner nach Kontinentalverbänden
| Kontinentalverband                          | Sp.  | S    | U    | N    | Tor- verhältnis | Tor- differenz |
| ------------------------------------------- | ---- | ---- | ---- | ---- | --------------- | -------------- |
| AFC (Asien)                                 | 0148 | 0027 | 0014 | 0107 | 0118:0457       | −339           |
| CAF (Afrika)                                | 0000 | 0000 | 0000 | 0000 | 0000:0000       | ±000           |
| CONCACAF (Nord-, Mittelamerika und Karibik) | 0001 | 0000 | 0000 | 0001 | 0000:0002       | −002           |
| CONMEBOL (Südamerika)                       | 0000 | 0000 | 0000 | 0000 | 0000:0000       | ±000           |
| OFC (Ozeanien)                              | 0001 | 0001 | 0000 | 0000 | 0003:0002       | +001           |
| UEFA (Europa)                               | 0001 | 0000 | 0000 | 0001 | 0000:0011       | −011           |
| Gesamt                                      | 0151 | 0028 | 0014 | 0109 | 0121:0472       | −351           |

### Anlässe
| Anlass                   | Sp.  | S    | U    | N    | Tor- verhältnis | Tor- differenz |
| ------------------------ | ---- | ---- | ---- | ---- | --------------- | -------------- |
| Freundschaftsspiele      | 0017 | 0004 | 0002 | 0011 | 0010:0057       | −047           |
| WM-Qualifikation         | 0018 | 0002 | 0000 | 0016 | 0005:0074       | −069           |
| AM-Qualifikation         | 0026 | 0004 | 0002 | 0020 | 0011:0107       | −096           |
| Südostasienmeisterschaft | 0008 | 0001 | 0000 | 0007 | 0003:0037       | −034           |
| SOAM-Qualifikation       | 0027 | 0007 | 0003 | 0017 | 0040:0058       | −018           |
| Sonstige Turniere        | 0061 | 0012 | 0007 | 0042 | 0055:0156       | −101           |
| Gesamt                   | 0151 | 0028 | 0014 | 0109 | 0121:0472       | −351           |

### Spielorte
| Spielort                   | Sp.  | S    | U    | N    | Tor- verhältnis | Tor- differenz |
| -------------------------- | ---- | ---- | ---- | ---- | --------------- | -------------- |
| Heimspiele                 | 0031 | 0011 | 0003 | 0017 | 0035:0071       | −036           |
| Auswärtsspiele             | 0042 | 0003 | 0002 | 0037 | 0020:0153       | −133           |
| Spiele auf neutralem Platz | 0078 | 0014 | 0009 | 0055 | 0066:0248       | −182           |
| Gesamt                     | 0151 | 0028 | 0014 | 0109 | 0121:0472       | −351           |

### Austragungsorte von Heimspielen
| Stadt               | Sp.  | S    | U    | N    | Tor- verhältnis | Tor- differenz | Erstes Spiel  | Letztes Spiel |
| ------------------- | ---- | ---- | ---- | ---- | --------------- | -------------- | ------------- | ------------- |
| Bandar Seri Begawan | 0031 | 0011 | 0003 | 0017 | 0035:0071       | −036           | 06. Mär. 1984 | 08. Okt. 2024 |
| Gesamt              | 0031 | 0011 | 0003 | 0017 | 0035:0071       | −036           | 06. Mär. 1984 | 08. Okt. 2024 |

### Bilanzen
Die bruneiische Nationalmannschaft trat bis heute gegen 29 andere Nationalmannschaften aus vier Kontinentalverbänden an. Darunter befinden sich:
- 26 der derzeit abzüglich Bruneis 46 Nationalmannschaften der AFC
- eine der derzeit 41 Nationalmannschaften der CONCACAF
- eine der derzeit 13 Nationalmannschaften der OFC
- eine der derzeit 55 Nationalmannschaften der UEFA

Gegen eine Nationalmannschaft aus den Kontinentalverbänden CAF und CONMEBOL hat Brunei bisher nicht gespielt.
| Land                         | Verband  | Sp.  | S    | U    | N    | Tor- verhältnis | Tor- differenz | Erstes Spiel  | Letztes Spiel |
| ---------------------------- | -------- | ---- | ---- | ---- | ---- | --------------- | -------------- | ------------- | ------------- |
| Bermuda                      | CONCACAF | 0001 | 0000 | 0000 | 0001 | 0000:0002       | −002           | 22. Mär. 2024 | 22. Mär. 2024 |
| Bhutan                       | AFC      | 0002 | 0000 | 0002 | 0000 | 0001:0001       | ±000           | 06. Apr. 2006 | 15. Mai 2008  |
| China                        | AFC      | 0003 | 0000 | 0000 | 0003 | 0001:0022       | −021           | 17. Juni 1975 | 01. Mär. 1985 |
| Chinese Taipei               | AFC      | 0003 | 0001 | 0000 | 0002 | 0001:0007       | −006           | 08. Apr. 2009 | 17. Mär. 2015 |
| Hongkong                     | AFC      | 0004 | 0000 | 0000 | 0004 | 0001:0026       | −025           | 19. Juni 1975 | 11. Sep. 2023 |
| Indien                       | AFC      | 0002 | 0000 | 0000 | 0002 | 0000:0006       | −006           | 12. Mai 2001  | 20. Mai 2001  |
| Indonesien                   | AFC      | 0013 | 0002 | 0002 | 0009 | 0006:0052       | −046           | 28. Mai 1971  | 17. Okt. 2023 |
| Japan                        | AFC      | 0003 | 0000 | 0000 | 0003 | 0002:0018       | −016           | 02. Apr. 1980 | 16. Feb. 2000 |
| Jemen                        | AFC      | 0002 | 0000 | 0000 | 0002 | 0000:0006       | −006           | 07. Apr. 2001 | 27. Apr. 2001 |
| Kambodscha                   | AFC      | 0009 | 0001 | 0002 | 0006 | 0010:0027       | −017           | 05. Okt. 1997 | 29. Dez. 2022 |
| Laos                         | AFC      | 0011 | 0001 | 0000 | 0010 | 0015:0030       | −015           | 07. Juni 1993 | 27. Sep. 2022 |
| Libanon                      | AFC      | 0001 | 0000 | 0000 | 0001 | 0000:0005       | −005           | 25. Mär. 2025 | 25. Mär. 2025 |
| Macau                        | AFC      | 0006 | 0002 | 0001 | 0003 | 0006:0006       | ±000           | 17. Feb. 1985 | 10. Sep. 2024 |
| Malaysia                     | AFC      | 0012 | 0000 | 0000 | 0012 | 0003:0049       | −046           | 22. Mai 1971  | 27. Mai 2022  |
| Malediven                    | AFC      | 0002 | 0000 | 0001 | 0001 | 0001:0004       | −003           | 21. Mär. 2003 | 21. Sep. 2022 |
| Mongolei                     | AFC      | 0002 | 0001 | 0000 | 0001 | 0002:0003       | −001           | 06. Juni 2019 | 11. Juni 2019 |
| Myanmar                      | AFC      | 0008 | 0001 | 0000 | 0007 | 0005:0028       | −023           | 29. Mai 1983  | 16. Okt. 2014 |
| Nepal                        | AFC      | 0002 | 0001 | 0000 | 0001 | 0002:0004       | −002           | 04. Apr. 2006 | 08. Nov. 2016 |
| Osttimor                     | AFC      | 0012 | 0007 | 0001 | 0004 | 0025:0016       | +009           | 12. Nov. 2006 | 15. Okt. 2024 |
| Pakistan                     | AFC      | 0001 | 0000 | 0000 | 0001 | 0000:0006       | −006           | 06. Apr. 2009 | 06. Apr. 2009 |
| Philippinen                  | AFC      | 0016 | 0007 | 0002 | 0007 | 0020:0021       | −001           | 20. Nov. 1977 | 23. Dez. 2022 |
| Russland                     | UEFA     | 0001 | 0000 | 0000 | 0001 | 0000:0011       | −011           | 15. Nov. 2024 | 15. Nov. 2024 |
| Singapur                     | AFC      | 0016 | 0001 | 0002 | 0013 | 0008:0047       | −039           | 15. Juni 1975 | 06. Juni 2015 |
| Sri Lanka                    | AFC      | 0004 | 0002 | 0000 | 0002 | 0003:0006       | −003           | 02. Apr. 2006 | 11. Juni 2024 |
| Südkorea                     | AFC      | 0003 | 0000 | 0000 | 0003 | 0001:0009       | −008           | 31. Mär. 1980 | 03. Dez. 1983 |
| Tadschikistan                | AFC      | 0001 | 0000 | 0000 | 0001 | 0000:0004       | −004           | 17. Mai 2008  | 17. Mai 2008  |
| Thailand                     | AFC      | 0008 | 0000 | 0001 | 0007 | 0005:0038       | −033           | 24. Mai 1971  | 20. Dez. 2022 |
| Vanuatu                      | OFC      | 0001 | 0001 | 0000 | 0000 | 0003:0002       | +001           | 26. Mär. 2024 | 26. Mär. 2024 |
| Vereinigte Arabische Emirate | AFC      | 0002 | 0000 | 0000 | 0002 | 0000:0016       | −016           | 14. Apr. 2001 | 04. Mai 2001  |
| Gesamt                       | Gesamt   | 0151 | 0028 | 0014 | 0109 | 0121:0472       | −351           | 22. Mai 1971  | 25. Mär. 2025 |